# Croix de cimetière de Verseilles-le-Bas
La Croix de cimetière de Verseilles-le-Bas est située sur la commune Verseilles-le-Bas, à 11 km de Langres, dans la Haute-Marne. Cette croix est inscrite monument historique.

## Histoire
Dans le cimetière, à côté de l'église, existe une croix qui date de l'an 1632. Elle porte un écusson relativement complet et explicite, mais pas assez cependant pour pouvoir en rattacher les indications à des armoiries déterminées.

C'est la famille de Giey qui possédait le fief pendant le XVIe et une partie du XVIIe.

## Architecture
La croix renaissance du cimetière de Verseilles-le-Bas se divise en quatre parties :
- Le piédestal, reposant sur un socle carré, comporte des tables légèrement saillantes sur les quatre faces, sur deux desquelles sont gravées les inscriptions suivantes :

| Face principale                                                       | Face latérale                                                                                |
| --------------------------------------------------------------------- | -------------------------------------------------------------------------------------------- |
| DEFFVNCT ESTIEN IAC OB A FOVR NI VINCT LIVRE PRIE DIEV POVR NOVS 1632 | LA PRESENT E CROIX A E TE FAICTES PAR ME IACO BE IACOB O FFICIER EN COVR HABITA N DE CE LIEV |
- Le fût est orné de fleurs de lis ordinaire : celle du milieu droite, pointue en fer de lance et tranchante des deux côtés, les deux autres parties renversées en forme de croissant; la clavette unit ces trois pièces qui se prolongent en dessous en trois pointes d'égale importance. Sur la face principale est sculpté en relief un écusson, coupé en deux (appartenant ainsi à un seigneur et son épouse), portant à gauche les fleurs de lis et à droite deux bars adossés, des écussons, un léopard ou un lionceau. Il est surmonté d'une couronne fleurdelisée avec diadème, des perles sur les parties adjacentes.
- Le chapiteau est d'un corinthien bâtard mais de bonne proportion.
- La croix, élevée sur un petit socle, a une hampe arrondie, terminée, ainsi que les croisillons, par un culot fleuri, épanoui en pétales renflés vers un bouton saillant au centre. Elle comporte un Christ sur une face et une Vierge diadémée sur l'autre face.
- Le Christ présente une particularité : les pieds sont l'un sur l'autre à plat, disposition qui se rencontre rarement.
- La Vierge tient l'enfant Jésus sur son bras droit, particularité peu commune faisant exception dans l'iconographie chrétienne.

## Sources
- Émile Humblot, Documents sur la sculpture religieuse du pays joinvillois et de la Haute-Marne.

## Galerie photos

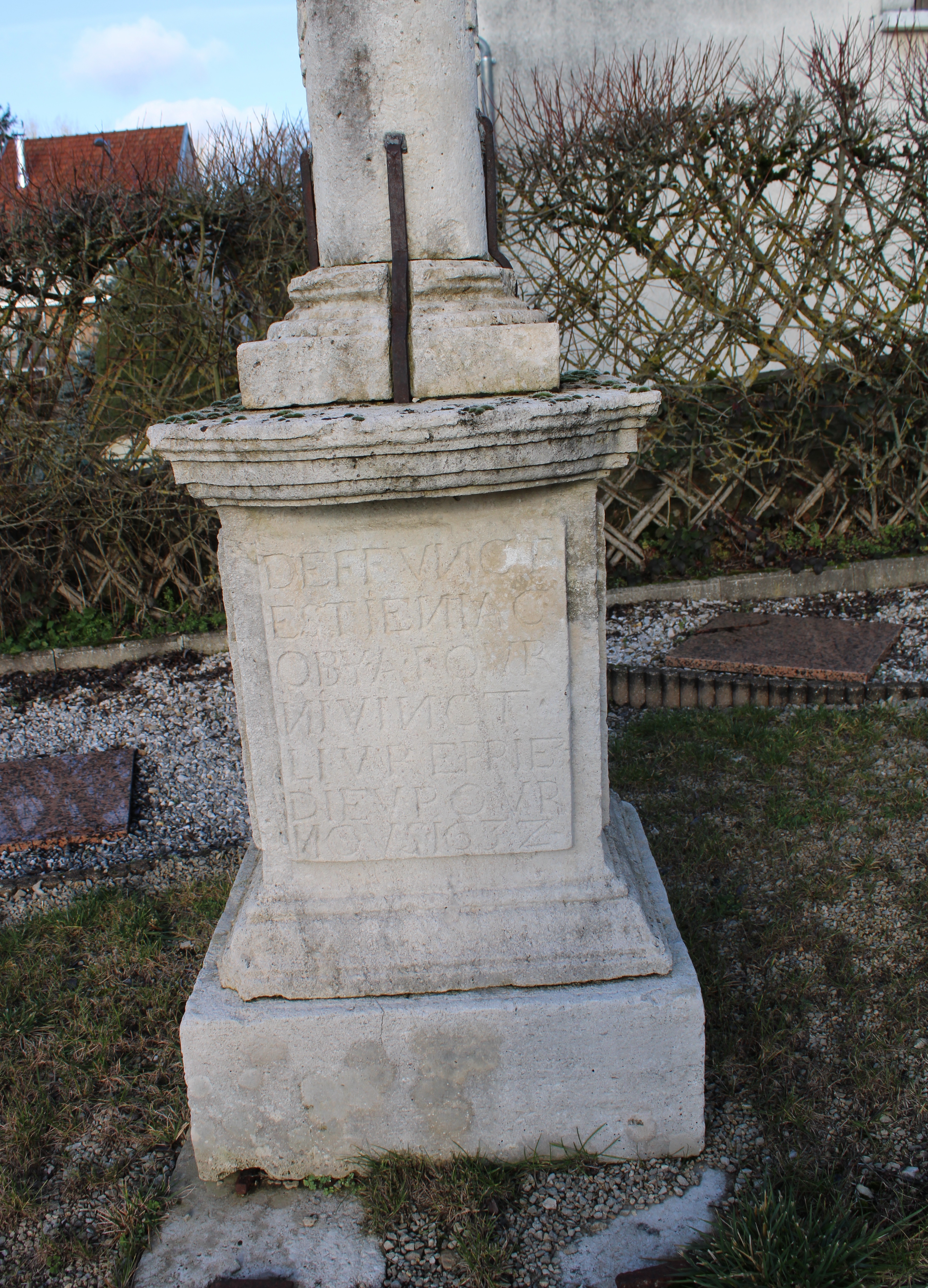
Détail des inscriptions du socle.
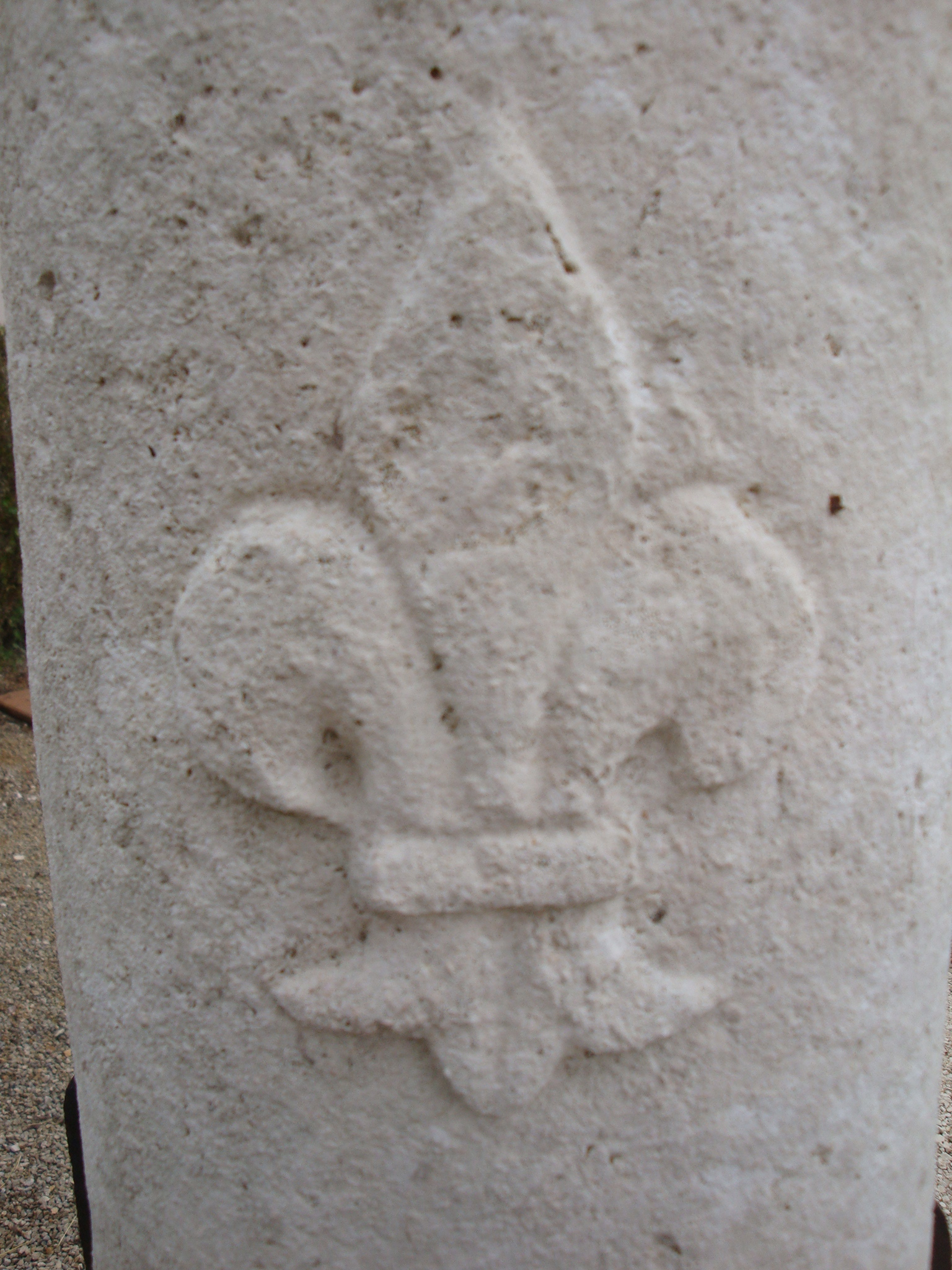
Fleur de lys sur le fût
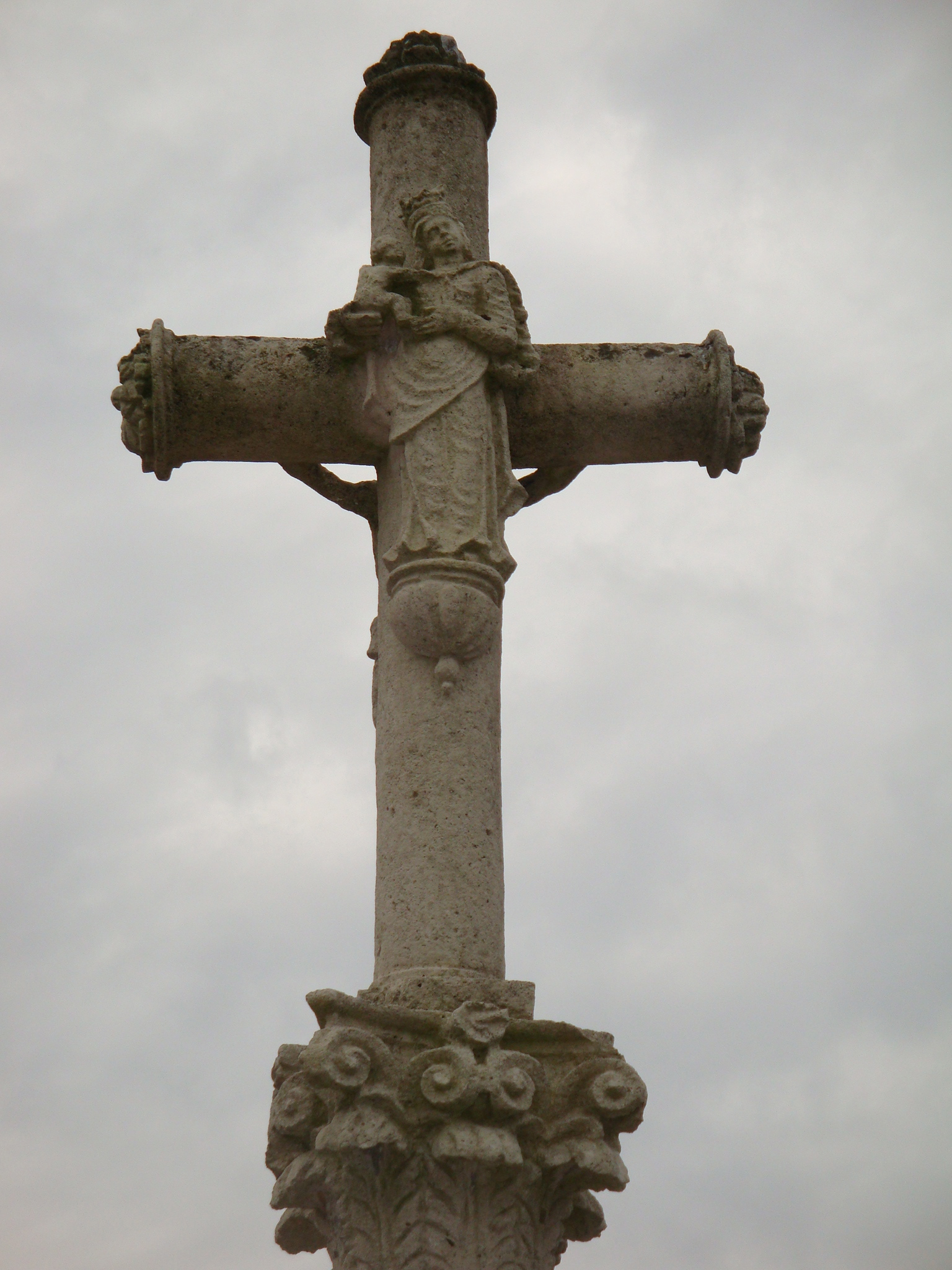
Vierge de la croix
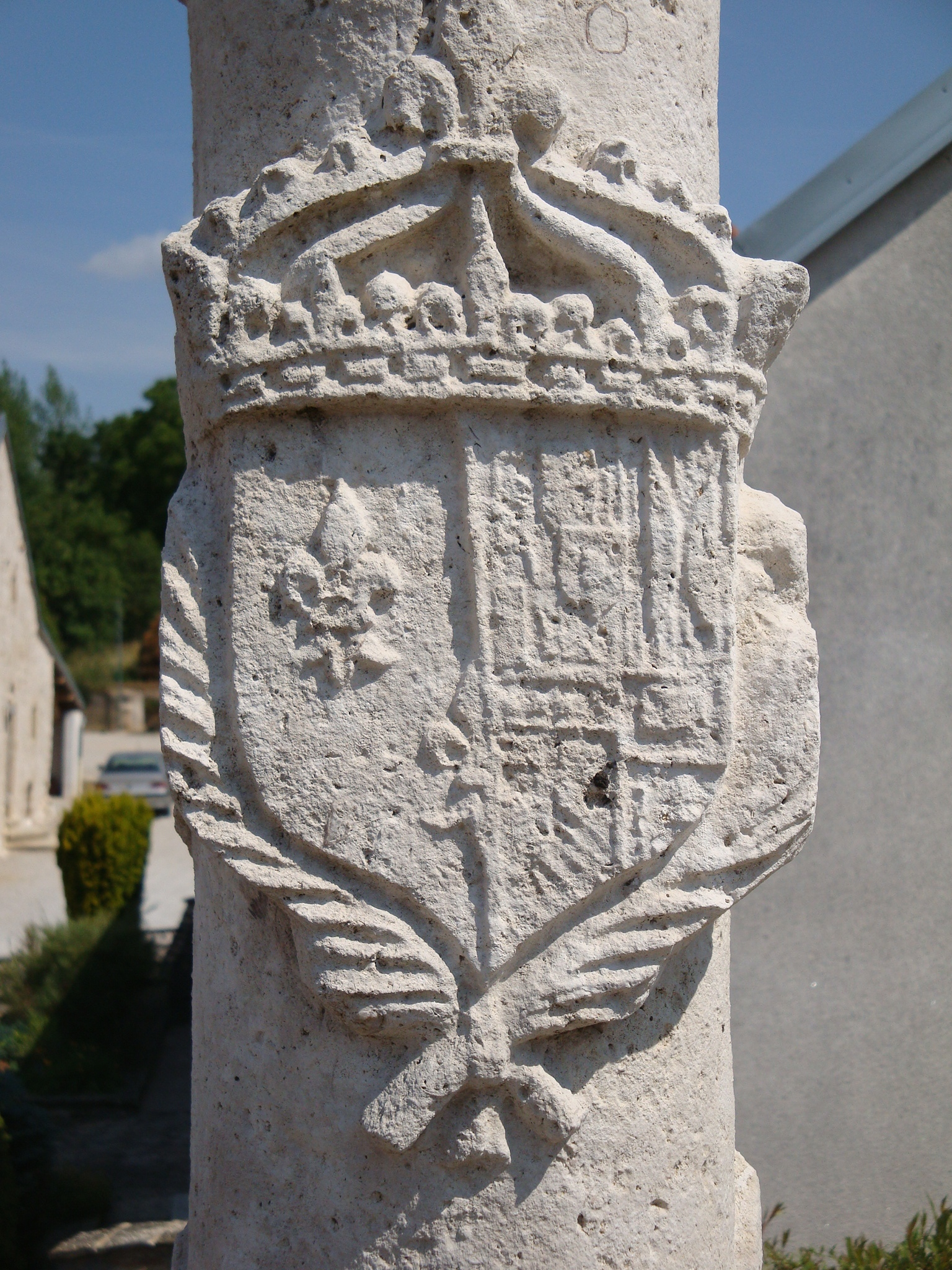
Blason de la croix renaissance de Verseilles-le-Bas
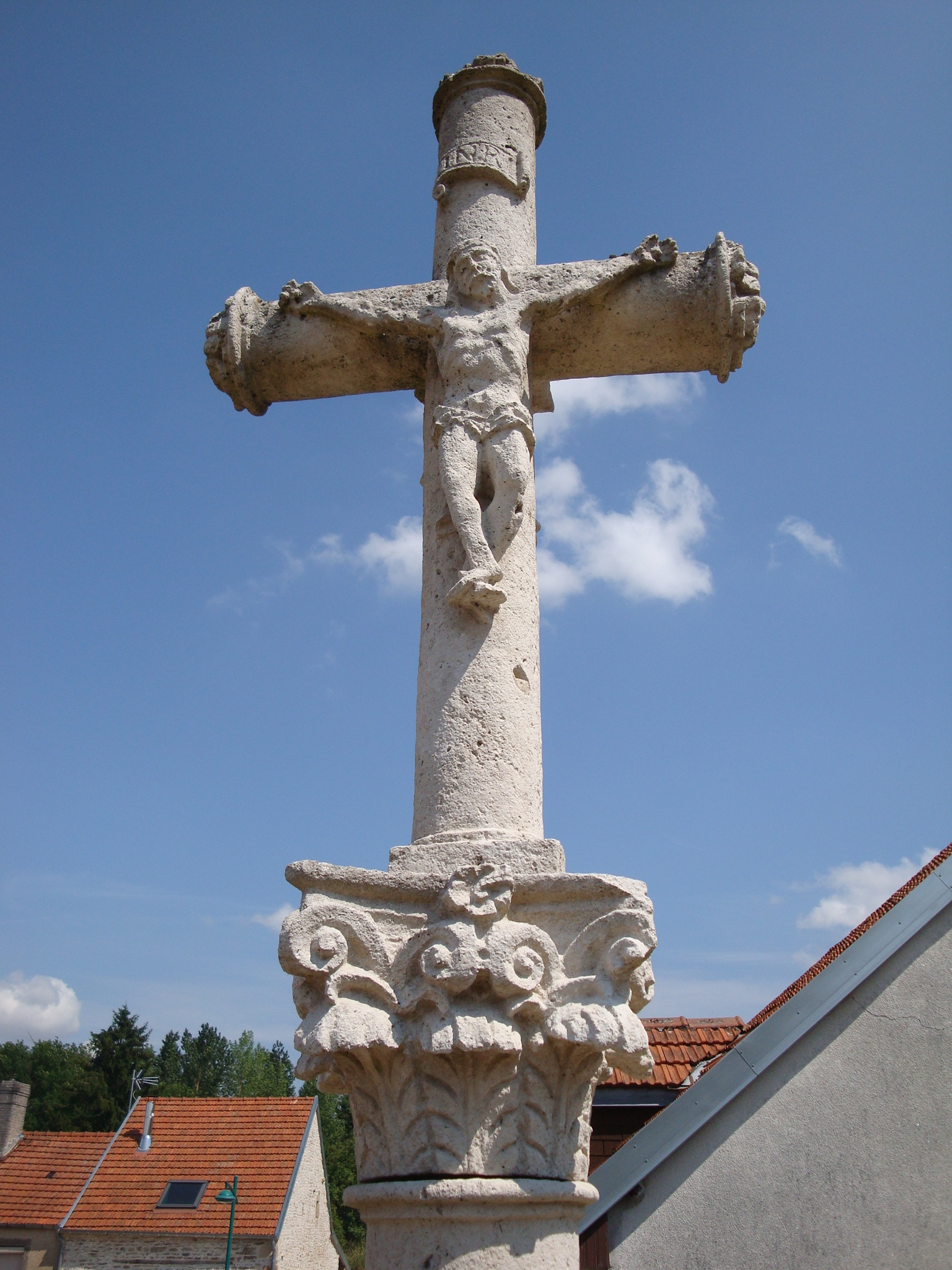
Christ de la croix renaissance de Verseilles-le-Bas